# Кирил Димчев
Кирил Димчев е български филолог, първият професор по методика на обучението по български език, дългогодишен преподавател в Катедрата по методика на Факултета по славянски филологии в Софийския университет „Св. Климент Охридски“.

## Биография
Кирил Димчев е роден на 28 септември 1935 г. в Хасково. Завършва средно образование в родния си град (1953), а висше – по българска филология – в Софийския университет (1958). Работил е като прогимназиален и като гимназиален учител в Хасково и в София (18. СОУ). През 1961 г. е избран за асистент, през 1972 г. – за доцент, през 1991 г. – за професор по методика на обучението по български език.
Решаващ етап в научното развитие на проф. Кирил Димчев е работата му в Софийския университет с изтъкнати авторитети като проф. Любомир Андрейчин и проф. Стойко Стойков. Специализира във Франция (1972 – 1973) и в Москва (1976). Лектор е по български език в университетите в Букурещ (1964 – 1966) и в Страсбург (1978 – 1981) е принос в развитието на международната българистика.
В периодите 1973 – 1978 г., 1989 – 1993 г. и 1996 – 2001 г. проф. Кирил Димчев е ръководител на Катедрата по методика на Факултета по славянски филологии на Софийския университет.
Проф. Кирил Димчев е автор на повече от 350 научни труда, публикувани на български, руски, чешки, румънски език в широк диапазон на научни търсения – методика, диалектология, социолингвистика, стилистика, теория на езиковите контакти.
Умира на 12 юли 2015 г.